# Oleksandr Barwinskyj

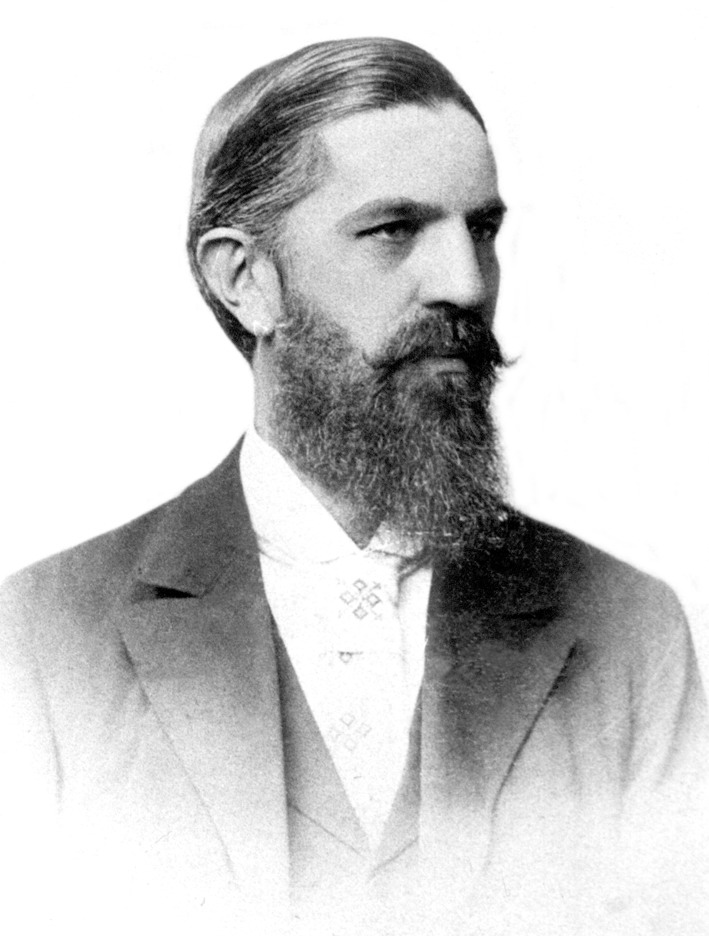
Oleksandr Barwinskyj, 1880er Jahre

Oleksandr Hryhorowytsch Barwinskyj (ukrainisch Олександр Григорович Барвінський; * 6. Juni 1847 in Schljachtynzi, Galizien, Kaisertum Österreich; † 25. Dezember 1926 in Lemberg, Zweite Polnische Republik) war ein ukrainischer Politiker, Historiker und Pädagoge.

## Leben
Oleksandr Barwinskyj kam in Schljachtynzi bei Ternopil als älterer Bruder von Wolodymyr Barwinskyj in einer griechisch-katholischen Priesterfamilie zur Welt.
Er studierte zwischen 1865 und 1868 Geschichte und ukrainische Sprache und Literatur an der Philosophischen Fakultät der Universität Lemberg. 1867 begann er mit der Herausgabe der Zeitung „Prawda“ und lernte in dieser Zeit auch den Komponisten Mykola Lyssenko kennen, der auf sein Bitten sein berühmtes „Testament“ schrieb. Nach seinem Studium erhielt Barwinskyj die Stellung des stellvertretenden Rektors des Gymnasiums in Bereschany, wo er sich um die Schaffung ukrainischer Schulbücher bemühte. Dabei erhielt er Unterstützung von seinen persönlichen Bekannten Mykola Lyssenko und Pantelejmon Kulisch. 1888 kam in Ternopil sein Sohn Wassyl Barwinskyj zur Welt. Im selben Jahr kehrte er nach Lemberg zurück, wo er als Professor am Lehrerseminar tätig war. 1891 wurde Barwinskyj als Vertreter Galiziens Abgeordneter im österreichischen Abgeordnetenhaus in Wien und blieb dies bis zur X. Legislaturperiode.
Von 1893 bis 1897 war er Vorsitzender der Wissenschaftlichen Gesellschaft Schewtschenko, die unter seinem Nachfolger Mychajlo Hruschewskyj endgültig wissenschaftliches Prestige und eine pan-ukrainische Bedeutung erlangte.
In den Jahren 1918 und 1919 war er Delegierter im ukrainischen Nationalrat und vom 9. November 1918 bis 4. Januar 1919 Sekretär für Bildung und religiöse Angelegenheiten im Staatssekretariat der Westukrainischen Volksrepublik in der Regierung von Kost Lewyzkyj. Nach dem Ende der ukrainischen Volksrepublik zog er sich aus der Politik zurück und widmete sich der Literaturforschung. 1926 starb Oleksandr Barwinskyj in Lemberg, wo er im Familiengrab auf dem Lytschakiwski-Friedhof beerdigt wurde.